# Kłoda Duża
Kłoda Duża – wieś w Polsce położona w województwie lubelskim, w powiecie bialskim, w gminie Zalesie. Leży nad Lutnią, niewielka rzeka dorzecza Bugu, dopływem Zielawy.
| SIMC    | Nazwa | Rodzaj      |
| ------- | ----- | ----------- |
| 0022912 | Gaj   | osada leśna |

W latach 1975–1998 miejscowość administracyjnie należała do województwa bialskopodlaskiego.
Wieś jest sołectwem w gminie Zalesie. Według Narodowego Spisu Powszechnego z roku 2011 wieś liczyła 239 mieszkańców.
Wierni Kościoła rzymskokatolickiego należą do parafii Przemienienia Pańskiego w Horbowie.